# Sweep It Into Space
Sweep It into Space è il dodicesimo album in studio del gruppo musicale statunitense Dinosaur Jr., pubblicato nel 2021.

## Tracce
Testi e musiche di J Mascis, eccetto dove indicato.
1. I Ain't – 4:10
2. I Met the Stones – 3:45
3. To Be Waiting – 4:12
4. I Ran Away – 3:30
5. Garden – 3:02 (Lou Barlow)
6. Hide Another Round – 3:58
7. And Me – 3:35
8. I Expect It Always – 3:40
9. Take It Back – 4:02
10. N Say – 3:15
11. Walking to You – 4:40
12. You Wonder – 3:04 (Lou Barlow)

## Formazione
- J Mascis – voce, chitarra
- Lou Barlow – basso, voce
- Murph – batteria, percussioni

Collaboratori
- Kurt Vile – chitarra (tracce 2, 4, 10), voce (tracce 1, 2, 4, 6, 8, 10)